# Hosianna Mantra
Hosianna Mantra — третий альбом группы краут-рока Popol Vuh, выпущенный в 1972 году.

## Характеристика
Флориан Фрике был пионером использования синтезаторов в немецком роке, но к моменту работы над Hosianna Mantra он от них отказался (в конце концов, он продал свой знаменитый муг Клаусу Шульце). Если на In den Gärten Pharaos он смешивал синтезаторы с фортепиано, африканской и турецкой перкуссией, то на Hosianna Mantra он решил сосредоточиться на акустических инструментах. После записи Вайта на электрогитаре Фрике выключает электричество и строит альбом вокруг скрипки, танпуры, фортепиано, гобоя, клавесина, 12-струнной гитары и парящего над ними завораживающего корейского сопрано Юн Джон. Как следует из названия, Фрике задумал альбом как своего рода музыкальное примирение Востока и Запада, гармонизацию кажущихся противоположностей, соединение двух традиций религиозной музыки. Фрике рассматривал эту музыку как священную, глубоко связанную с религиозным опытом, однако как показывает его музыкальный синтез несопоставимых религиозных традиций, он пытался вызвать духовный опыт за рамками какой-либо определенной веры.
Эта работа заложила основы будущих альбомов группы на многие годы вперед, которые полностью отрицают электронику двух первых альбомов, и единственное, что их связывает с ранним творчеством группы, — это этническая перкуссия. Но все-таки Hosianna Mantra немного потонул в кружевах духовности и созерцательных настроений. Этот альбом положил начало классическому Popol Vuh, который намного лучше показал себя на последующих четырёх альбомах.
Флориан Фрике отказался от муга и сконцентрировался на более мягкой, мечтательной и духовной музыке, построенной вокруг фортепиано и клавесина, которая предназначена для исполнения на (в основном) не-электрических инструментах. Поверх всего Фрике добавил гипнотический голос Юн Джон. Общее ощущение такое, что альбом ближе к нью-эйдж (задолго до того, как появился этот термин), и с краут-роком её связывает только атмосфера транса. Альбом предлагает приятную альтернативу тяжеловесам прогрессивного рока.
Группа не покинула поле краут-рока и психоделии, просто радикально изменила звук. На первые роли выдвинулись фортепиано и оперный голос, но есть также электрогитара, скрипка и духовые. Темп медленный, музыка медитативная, но прочно укоренена в европейской традиции, хотя и с добавлением этнических звучаний. Звуковые пейзажи эмбиента сочетаются с классическим фортепиано, а электрогитара по стилю близка джаз-фьюжну.

## Список композиций
Все треки написаны Флорианом Фрике. В основу текстов положены работы Мартина Бубера.
1. «Ah!» — 4:40
2. «Kyrie» — 5:23
3. «Hosianna Mantra» — 10:09
4. «Abschied» — 3:14
5. «Segnung» — 6:07
6. «Andacht» — 0:47
7. «Nicht hoch im Himmel» — 6:18
8. «Andacht» — 0:46

- Бонус-трек 2004

9 «Maria (Ave Maria)» — 4:30

## Состав музыкантов
Флориан Фрике — фортепиано, клавесин
Конни Вайт — электрогитара, 12-струнная гитара
Роберт Элиску — гобой
Юн Джон — вокал
Клаус Визе — танпура
Приглашенный музыкант
Фритц Зоннлайтнер — скрипка